# Buchanan Highway

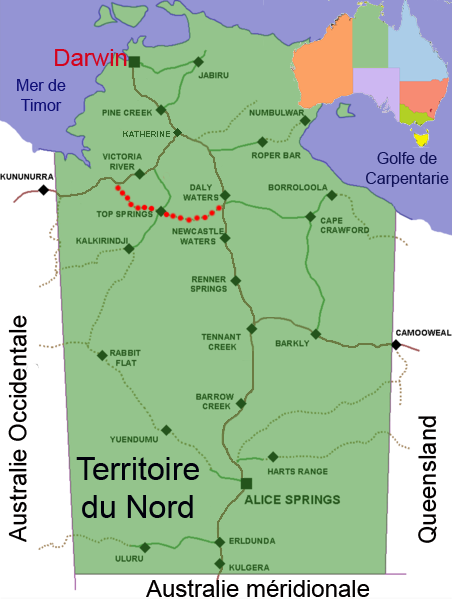
La Buchanan Highway

La Buchanan Highway est un axe routier long de 401 km dans le Territoire du Nord en Australie, qui va d'au sud de Daly Waters sur la Stuart Highway à 620 km au sud de Darwin à l'est jusqu'à la Victoria Highway près de Timber Creek à l'ouest en en croisant la Buntine Highway à Top Springs. La route n'est pas goudronnée sur la totalité de son trajet.